# 霍尔果斯站
霍尔果斯站（维吾尔语：قورغاس بېكىتى，拉丁维文：Qorghas békiti）位于中华人民共和国新疆维吾尔自治区伊犁哈萨克自治州霍尔果斯市霍爾果斯口岸，是精伊霍铁路上的火车站，向西连接哈萨克斯坦阿腾科里-热特肯铁路，于2012年12月22日启用，2013年12月24日开办客运业务，由中国铁路乌鲁木齐局集团有限公司管辖。

## 车站结构
站内设有宽轨场、准轨场、边检场、客运车场、换装场及联检楼、客站站房等设施。

### 站房
候车室被分为国内旅客候车区和国际查验区。国际查验区内设有霍尔果斯国际铁路客运口岸，为来往乌鲁木齐和阿斯塔纳间（经由阿拉木图）的国际列车K9789/9790次列车旅客办理出入境手续。本站的1号售票窗口办理国际旅客联运换乘客车乘车票据发售、改签、退票业务。

### 站场
| 侧式站台 |                                        |
| 1站台    | 精伊霍铁路 到发线                      |
| 通过线   | 精伊霍铁路 列车通过线                  |
| 2站台    | 精伊霍铁路 到发线                      |
| 岛式站台 |                                        |
| 3站台    | 哈萨克斯坦铁路(1524mm) ←阿腾科里站方向 |
| 侧线     | 哈萨克斯坦铁路(1524mm) ←阿腾科里站方向 |

## 下辖车站
霍尔果斯站为中国铁路乌鲁木齐局集团管辖的直属车站，2019年2月起管界延伸至精伊霍铁路全线（不含精河站），负责其客运、货运、行车。目前车站管辖以下车站：
- 一等站：霍尔果斯站
- 二等站：伊宁站
- 三等站：布列开站、尼勒克站
- 四等站：霍城站、伊宁东站
- 五等站：敖包站、阿恰尔站、苏古尔站、苏布台站
- 无人值守站：艾乐、莫仁、阿夏勒、蒙马拉尔、塔尔、曲鲁海、潘津、六十六团、清水河

## 歷史
- 2012年12月22日启用。
- 2013年12月24日开办客运业务。[12]
- 霍尔果斯铁路口岸于2010年10月正式开工建设，2012年12月22日经国家口岸办批准对外临时开放。2012年12月22日开通霍尔果斯至阿腾科里铁路口岸的首趟货运列车。2016年6月7日，霍尔果斯铁路口岸经过中国国家口岸办、外交部、公安部、海关总署、质检总局等相关机构共同组成的联合验收组验收后正式投入运营[13]。
- 2017年6月8日开通K9765/9001次中哈国际联运旅客列车[14]，同时站内设立霍尔果斯国际铁路客运口岸投入运营。同年7月1日起，原K9765/6次停运，K9789/9790次列车延至霍尔果斯，并开始担当国际联运。[15]
- 2017年10月1日，乌鲁木齐西车辆段霍尔果斯换装库建成启用，K9795/9796次列车改经本站出境[16][17][18]。

## 車站周邊
- 连霍高速公路
- 六十二团人民医院